# Kranich Museum
Das Kranich Museum befindet sich im Gutshaus Hessenburg, einem Ortsteil von Saal in Mecklenburg-Vorpommern. Es öffnete am 24. September 2011 zum ersten Mal seine Türen. Im Gebäude wird eine Sammlung internationaler Kunst ausgestellt und zu diesem Zweck wurde es saniert. Die Sammlung setzt sich mit dem Kranich auseinander, einem Zugvogel, der sich jedes Jahr im Frühling und Herbst in der Gegend aufhält.

## Das Gebäude

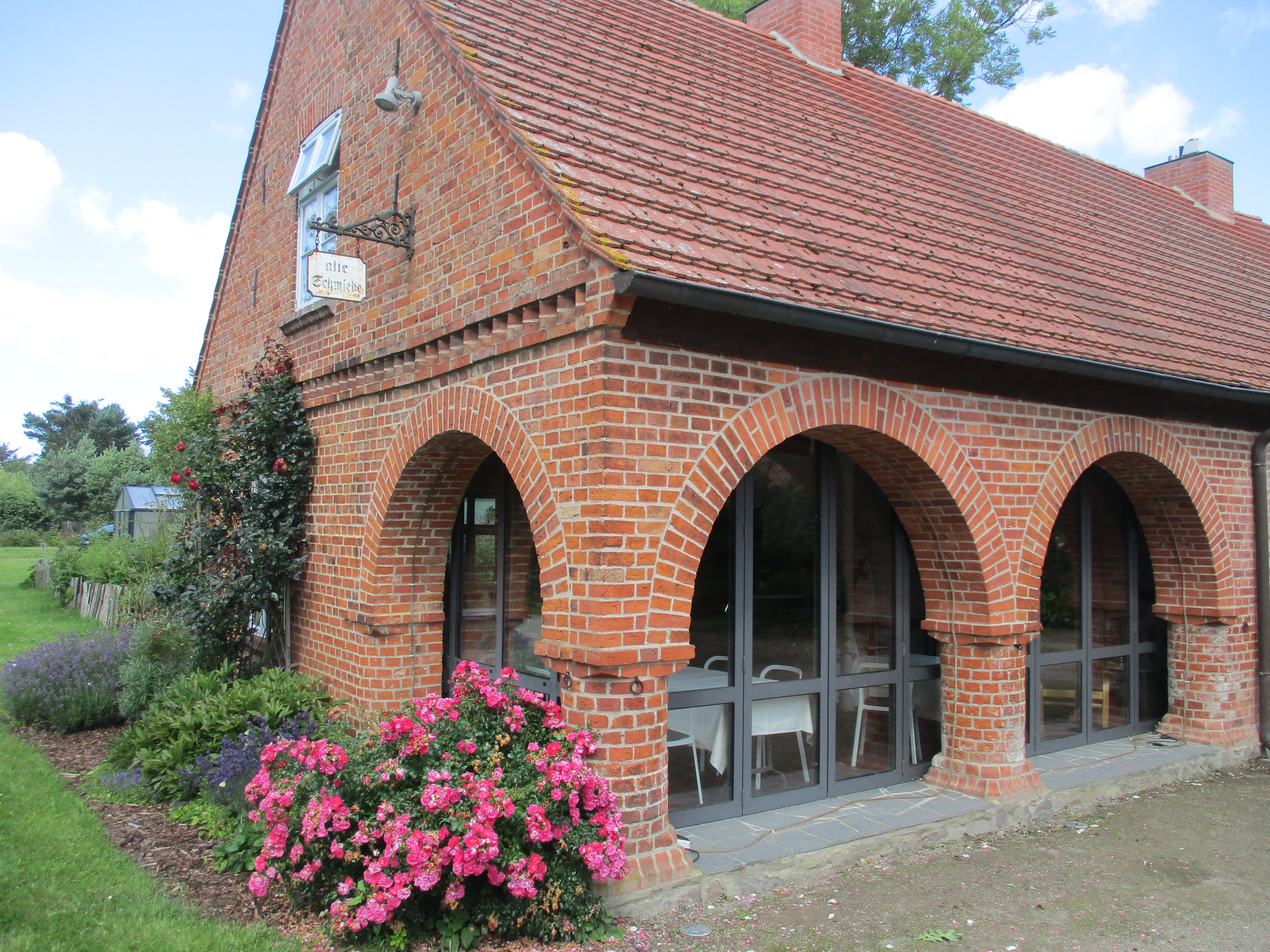
Alte Schmiede, 2024

Das Museum umfasst zwölf Räume, eine Bücherei, einen Leseraum, einen kleinen Shop, ein Café und das Restaurant Alte Schmiede. 